# Слава насеља
Слава насеља (градска слава, сеоска слава), ређе парохијска или месна слава, јесте верска светковина Српске православне цркве везан за обележавање свеца заштитника цркве и њој подређене парохије, најчешће насељеног места (села или града) или његовог дела, насеља са засебном црквом. Сличан обичан слављена свеца заштитника постоји и у многим државама и областима Света, као и код других хришћанских заједница и других вера (нпр. код Хиндуса).
У Србији данас своје славе имају сва насељена места са црквом и хришћанским становништвом. У мешовитим насељима у Војводини понекад постоје и две славе, везане за засебне хришћанске заједнице.

## Насељска слава код Срба
Свака црква и манастир у српству имају своју славу, коју једном годишње прослављају са својим парохијанима. То је истовремено и црквена и месна (насељска) слава.
Сеоске или градске славе представљају прослављање успомене оног светитеља кога су за свога заштитника изабрала поједина села и градови, или коме су се у невољи заветовали становници тога места, па га прослављају у знак захвалности за срећно отклањање опасности и невоље (као што су, на пример, болести, непријатељске најезде, поробљавање, пожар, помор људи и стоке, велике поплаве и остале временске непогоде). Тог дана се иде кроз поља (у селу) или главним улицама – са литијом, молитвеном поворком у којој се носи крст, иконе и црквени барјаци.
Нека села празнују још један дан као успомену на неки догађај који је селу донео несрећу (поплава, пожар, помор, гром, итд.) То празновање се зове „заветни дан“ или „заветина“.
На дан славе поред цркве или манастира се прави и сабор, вашар или панађур. Понегде он траје два или више дана. Често се тог дана угошћавају у кућама и гости из других насеља.